# Káldor János
Káldor János (Budapest, 1910. november 28. – Budapest, 1982. március 11.) magyar zenetörténész, zenepedagógus.

## Élete
Káldor (Kohn) Bernát (1873–1940) banktisztviselő és Steinfeld Valéria (1882–?) fia. 1940-ben kikeresztelkedett a római katolikus vallásra. Tanulmányait Budapesten a Zeneiskolában végezte, majd Lipcsében szerzett doktorátust. Később zenekritikusként dolgozott a Pester Lloydnál, majd dolgozott Bartók Szövetségnél, a Népművelési Intézetnél, 1953-tól 1961-ig a Tanárképző Főiskolában. Ezt követően 1974-ig a Postás Művelődési Központ igazgatója volt. 1974-ben nyugdíjba ment, és 8 év múlva hunyt el Budapesten.

## Művei
- Michael Mosonyi (Drezda, 1936)
- A magyar zenetörténet kistükre (Budapest, 1938)
- A magyar nemzeti romantika (Budapest, 1951)
- Hogyan él Kossuth Lajos a nép emlékezetében? (A Kulturkapcsolatok Intézete kiadványa. Budapest, 1953)
- A verbunkos (A Népművelési Intézet kiadványa. Budapest, 1954)
- Goldmark Károly élete és művészete (Várnai Péterrel, Budapest, 1956)
- A magyar zene fejlődése a honfoglalástól 1900-ig (I. rész, Budapest, 1959)
- Erkel Ferenc (Budapest, 1960)
- Megemlékezés Lisztről és Bartókról a zenei együttesekben. Gondolatok, javaslatok a rendezők és az előadók számára. Összeáll. K. J. (A Népművelési Intézet kiadványa. Budapest, 1961)
- Kodály Zoltán. Előadásvázlat és módszertani útmutató. Összeáll. K. J. Az előszót írta Maróti Gyula. (A Népművelési Intézet kiadványa. Budapest, 1963)
- A marxista esztétika alapjai. K. J. előadásainak vázlata. (Zenetörténeti és esztétikai akadémia. A Népművelési Intézet kiadványa. Budapest, 1963)
- 125 éve halt meg Rózsavölgyi Márk. (Kóta, 1973).

A magyar zenetörténet kistükrében olvasható egy hirdetés Káldortól egy Egyetemes zenetörténet kistükrével kapcsolatban, azonban ilyen műve végül nem jelent meg.